# ウド・ラテック
ウド・ラテック（Udo Lattek, 1935年1月16日 - 2015年2月1日）は、東プロイセン（現在のポーランド）ゼンスブルク出身のサッカー選手、サッカー指導者。複数のクラブで数々のタイトルを獲得し、「優勝請負人」の異名を持ったドイツサッカーの歴史に残る名監督の一人である。

## 略歴

### 選手時代
選手時代はフォワードとして活躍するがプロ契約を得る事は出来ず、アマチュア選手としてキャリアを終えた。
これと並行してミュンスター大学で教育学を学び、1950年代後半にはヴィッパーフュルトで高校教師を務めていた。

### 西ドイツサッカー協会時代
1960年代、西ドイツサッカー協会・コーチライセンス取得コースの責任者であったゼップ・ヘルベルガーに指導者としての才能を認められ、1965年にドイツサッカー協会入り。西ドイツユース代表監督を務めながら、ヘルムート・シェーン西ドイツ代表監督のアシスタントコーチをデットマール・クラマーらと共に務めた。
1966年のFIFAワールドカップ・イングランド大会では当時の協会予算の問題からアシスタントコーチを全員同行させることが出来ず、最も年齢の若かったラテックを西ドイツに残していく事が一時的に決定したが、この方針に反対した代表選手達が自ら資金を集め、ラテックも本大会に同行できる様に手配をした。

### バイエルン・ミュンヘン時代
1970年にフランツ・ベッケンバウアーの助言でFCバイエルン・ミュンヘンの監督に就任すると、1972年から同クラブをドイツ・ブンデスリーガでの3連覇に導いた。またFCバイエルン・ミュンヘン、ボルシア・メンヒェングラットバッハ、FCバルセロナ監督在籍時にはUEFA主催の三大タイトルを全て獲得した事でも知られる。

### 1.FCケルン時代
1986年にケルンに実家があった事もあり、ブンデスリーガの名門1.FCケルンのスポーツディレクターに就任。ラテック同様に選手としては大成せず無名の存在であったクリストフ・ダウムを1986年9月に監督に招聘すると、この抜擢が当たりダウムと共にブンデスリーガ準優勝2回、UEFAカップ準決勝進出の結果を残した。またバイエルン・ミュンヘンとの激しい議論を交えた厳しい優勝争いは未だに語り草となっている。
しかし経営陣とのトラブルから（嫉妬問題）名将としての地位を築き上げたクリストフ・ダウムを解任することになる。不本意ながら経営陣が推薦したエーリッヒ・ルーテメラーを監督に招聘する。しかし1991年、成績不振からエーリッヒ・ルーテメラー監督を解任し、2試合のみ暫定監督として指揮を取る。その直後経営陣への不満から1.FCケルンを退団した。

### シャルケ04時代
オフィスワークが多いスポーツディレクターの職は向かないと感じたラテックは、再び監督としての現場復帰を望む。しかし古巣のバイエルン・ミュンヘンへの監督としての復帰はタイミング的に不可能であり、新しいクラブを探していたラテックに同リーグの名門シャルケ04のギュンター・アイヒベルク会長がアプローチする。
43歳でシャルケ04の会長になったアイヒベルク会長は破格の給料と有力選手獲得のための巨額な強化費を提示。このオファーに魅力を感じたラテックは1992年7月にシャルケ04の監督に就任する。しかし1977年以降一度もヨーロッパカップへの出場を果たしていないどころか、1991年まではドイツ2部に所属していた同クラブは名門でありながら1人の代表選手も所属していないまだドイツ・ブンデスリーガの弱小チームであった。
ラテックは何とか順位を10位前後まで引き上げるが、アイヒベルク会長による幾度となる現場介入や、同会長によるメディアを通しての不適切な発言と批判、クラブマネジメントの問題、金銭的なトラブル、アイヒベルク会長が確約した選手の移籍が実現しないなど多くの問題がクラブのマネジメントレベルで起こり、チームも低迷。そして期待を裏切れた状況で会長を猛烈に批判したラテックも1993年1月に解任された。
同月に「サッカーの事を全く知らない会長に振り回されるのはもう充分。多くのタイトルを獲得したし、監督業はもう引退する。」と発言。同年から新しく設立されたドイツ・スポーツテレビ(DSF)のコメンテーターになった。またドイツの日刊新聞"Die Welt"では定期的に監督の視点からのコラムを書くなど、「元サッカー監督のジャーナリスト」になりつつあった。

### ボルシア・ドルトムント時代
監督業から引退し、ドイツ・スポーツテレビ(DSF)のコメンテーターとして活躍していたが、名門ボルシア・ドルトムントのゲルト・ニーバウム会長（当時）に説得され、2000年4月にシーズン終了まで同クラブの監督に就任。数年前にはUEFAチャンピオンズリーグで優勝を果たした強豪ながら、ドイツ・ブンデスリーガでは大不振に至り（ラテック就任までのリーグ戦23試合で得た勝利は僅か1勝）当シーズンでの2部降格はほぼ確定とされていたボルシア・ドルトムントを僅か1か月で得意のモチベーション能力で立て直し、奇跡と言われたドイツ・ブンデスリーガでの残留を果たした。
ちなみにクラブの危機を救ったラテックにはこの1か月で50万ユーロの給料が支払われた事が報道されている。しかし後日ニーバウム会長はテレビのインタビューで「ほぼ不可能とされていた1部残留を達成してくれた。2部に降格していたらの被害を考えると、この投資は安かったものだ。」と話している。

### 晩年
2000年5月下旬、ボルシア・ドルトムントは契約延長を希望するが、「もう21世紀を迎えた。今日のサッカー業界はもう自分には合わない」と再び監督引退表明をし、コメンテーターとしてドイツ・スポーツテレビ(DSF)に復帰した。
ドイツで最も人気のあるサッカー・ディベート番組『ドッペルパス』（"Doppelpass"、毎週日曜日11時 - 13時）の大御所として活躍していた。
2015年2月1日死去。80歳没。

## 所属クラブ
- 19?? - 19?? : SSVマリーエンハイデ
- 19?? - 19?? : バイエル・レバークーゼン
- 19?? - 1962 : VfRヴィッパーフュルト
- 1962 - 1965 : VfLオスナブリュック

## 指導歴
- 1965 - 1970 :  西ドイツサッカー協会　コーチ
- 1970 - 1975 :  FCバイエルン・ミュンヘン　監督
- 1975 - 1979 :  ボルシア・メンヒェングラットバッハ　監督
- 1979 - 1981 :  ボルシア・ドルトムント　監督
- 1981 - 1983 :  FCバルセロナ　監督
- 1983 - 1987 :  FCバイエルン・ミュンヘン　監督
- 1986 - 1991 :  1.FCケルン　スポーツディレクター
- 1992 - 1993 :  シャルケ04　監督
- 2000 000000:  ボルシア・ドルトムント　監督

## タイトル
FCバイエルン・ミュンヘン時代
- UEFAチャンピオンズカップ優勝　1回（1974）
- UEFAチャンピオンズカップ準優勝　1回（1987）
- ドイツ・ブンデスリーガ優勝　6回（1972,1973,1974,1985,1986,1987）
- ドイツ・ブンデスリーガ準優勝　2回（1970,1971）
- DFBポカール優勝　3回（1971,1984,1986）
- DFBポカール準優勝　1回（1985）

ボルシア・メンヘングラッドバッハ時代
- UEFAカップ優勝　1回（1979）
- UEFAチャンピオンズカップ準優勝　1回（1977）
- ドイツ・ブンデスリーガ優勝　2回（1976,1977）
- ドイツ・ブンデスリーガ準優勝　1回（1978）

FCバルセロナ時代
- UEFAカップウィナーズカップ優勝　1回（1982）
- プリメーラ・ディビシオン準優勝　1回（1982）